# Berdinerie
Berdinerie è il terzo album della flautista Berdien Stenberg.

## Tracce
Tutte le tracce sono state eseguite e arrangiate da Berdien Stenberg.
1. Vivace Rondo from Eine Kleine Nachtmusik – 2:46 (Wolfgang Amadeus Mozart)
2. Serenade from String Quartet in F – 4:27 (Joseph Haydn)
3. L'Arte del Violino – 3:03 (Pietro Antonio Locatelli)
4. Allegretto from Symphony No.3 – 4:32 (Johannes Brahms)
5. Habanera from Carmen – 6:13 (Georges Bizet)
6. Romance Theme from  "Reily" – 4:24 (Dmitrij Dmitrievič Šostakovič)
7. Allegro from Symphony No.40 – 4:28 (Wolfgang Amadeus Mozart)
8. Minuet from String Quartet in E – 3:21 (Luigi Boccherini)
9. Rosamunde from Ballet Music – 4:16 (Franz Schubert)
10. Berdinerie – 3:30 (Louis van Dijk)